# Kouilou
Kouilou (pronúncia: Cuilu) é um dos 12 departamentos da República do Congo. O departamento cobre a faixa norte do litoral do país e faz divisa com a região de Niari, com o Gabão e com o norte e nordeste província de Cabinda, área de Angola. Desde 2002 sua capital é a cidade de Loango.

## Distritos
- Hinda
- Kakamoeka
- Madingo-Kayes
- Mvouti
- Nzambi
- Tchamba Nzassi